# Glossoloma carpishense
Glossoloma carpishense är en tvåhjärtbladig växtart som först beskrevs av J.L. Clark och I. Salinas, och fick sitt nu gällande namn av J.L. Clark. Glossoloma carpishense ingår i släktet Glossoloma och familjen Gesneriaceae. Inga underarter finns listade i Catalogue of Life.